# Grand Prix de Fourmies 2024
La 91e édition du Grand Prix de Fourmies a lieu le 8 septembre 2024 sur une distance de 197,6 kilomètres autour de Fourmies dans le département du Nord en France. Elle fait partie du calendrier UCI ProSeries 2024, le deuxième niveau de compétition dans l'ordre d'importance du cyclisme sur route masculin en catégorie 1.Pro.
Cette course est aussi inscrite au calendrier de la Coupe de France en tant que 15e et avant-dernière manche de l'édition 2024.
L'épreuve est remportée par Arvid de Kleijn de l'équipe Tudor Pro Cycling Team qui s'impose devant Gerben Thijssen (Intermarché-Wanty) et Søren Wærenskjold (Uno-X Mobility). 

## Présentation

### Parcours
Comme l'édition précédente, le Grand Prix se compose d'une grande boucle de 142,6 km passant par Avesnes-sur-Helpe et Trélon puis d'un circuit local de 11 km à accomplir cinq fois.

### Équipes
Le Grand Prix de Fourmies est classée en catégorie 1.Pro du circuit  UCI ProSeries. Par conséquent, la course est ouverte aux équipes UCI WorldTeam dans la limite de 70 % des équipes participantes, aux équipes continentales professionnelles, aux équipes continentales et aux équipes nationales.
Vingt équipes participent à leGrand Prix de Fourmies: sept WorldTeams, neuf ProTeams et quatre équipes continentales, pour un total de 135 coureurs :
| WorldTeams (7)- Alpecin-Deceuninck - Arkéa-B&B Hotels - Cofidis - Decathlon-AG2R La Mondiale - Groupama-FDJ - Intermarché-Wanty - Team Jayco AlUla ProTeams (9)- Bingoal WB - Corratec-Vini Fantini - Euskaltel-Euskadi - Lotto Dstny - Polti Kometa - Team Flanders-Baloise - TotalEnergies - Tudor Pro Cycling Team - Uno-X Mobility Équipes continentales (4)- CIC U Nantes Atlantique - Nice Métropole Côte d'Azur - Saint Michel-Mavic-Auber 93 - Van Rysel-Roubaix |
| |

### Principaux coureurs présents
Aucun vainqueur des éditions précédentes n'a pris le départ de l'édition 2024. Pour ce grand prix, six sprinters sont favoris : Luca Mozzato, Laurence Pithie, Søren Wærenskjold, Arvid de Kleijn, Milan Fretin, sans oublier Gerben Thijssen déjà second lors de l'édition précédente.

### Diffusion
Le Grand Prix de Fourmies 2024 est diffusé sur France 3 Nord-Pas-de-Calais et la plateforme internet de France Télévisions.

## Classement final
| \| Classement général \| Classement général \| Classement général \| Classement général \| Classement général \| \| Coureur \| Coureur \| Pays \| Équipe \| Temps \| \| ------------------ \| ------------------- \| ------------------ \| -------------------------- \| ------------------ \| \| 1er \| Arvid de Kleijn \| Pays-Bas \| Tudor Pro Cycling Team \| 4 h 29 min 07 s \| \| 2e \| Gerben Thijssen \| Belgique \| Intermarché-Wanty \| + 0 s \| \| 3e \| Søren Wærenskjold \| Norvège \| Uno-X Mobility \| + 0 s \| \| 4e \| Milan Fretin \| Belgique \| Cofidis \| + 0 s \| \| 5e \| Hugo Page \| France \| Intermarché-Wanty \| + 0 s \| \| 6e \| Jensen Plowright \| Australie \| Alpecin-Deceuninck \| + 0 s \| \| 7e \| Émilien Jeannière \| France \| TotalEnergies \| + 0 s \| \| 8e \| Jon Aberasturi \| Espagne \| Euskaltel-Euskadi \| + 0 s \| \| 9e \| Gianluca Pollefliet \| Belgique \| Decathlon-AG2R La Mondiale \| + 0 s \| \| 10e \| Laurence Pithie \| Nouvelle-Zélande \| Groupama-FDJ \| + 0 s \| |                     |                  |                            |                 |
| |                     |                  |                            |                 |
| Source : ProCyclingStats |                     |                  |                            |                 |
| Classement général |                     |                  |                            |                 |
| Coureur | Coureur             | Pays             | Équipe                     | Temps           |
| 1er | Arvid de Kleijn     | Pays-Bas         | Tudor Pro Cycling Team     | 4 h 29 min 07 s |
| 2e | Gerben Thijssen     | Belgique         | Intermarché-Wanty          | + 0 s           |
| 3e | Søren Wærenskjold   | Norvège          | Uno-X Mobility             | + 0 s           |
| 4e | Milan Fretin        | Belgique         | Cofidis                    | + 0 s           |
| 5e | Hugo Page           | France           | Intermarché-Wanty          | + 0 s           |
| 6e | Jensen Plowright    | Australie        | Alpecin-Deceuninck         | + 0 s           |
| 7e | Émilien Jeannière   | France           | TotalEnergies              | + 0 s           |
| 8e | Jon Aberasturi      | Espagne          | Euskaltel-Euskadi          | + 0 s           |
| 9e | Gianluca Pollefliet | Belgique         | Decathlon-AG2R La Mondiale | + 0 s           |
| 10e | Laurence Pithie     | Nouvelle-Zélande | Groupama-FDJ               | + 0 s           |

## Attributions des points

### Classement UCI
Les points sont attribués au Classement mondial UCI 2024 selon le barème suivant.
| Position           | 1er | 2e  | 3e  | 4e  | 5e | 6e | 7e | 8e | 9e | 10e | 11e | 12e | 13e | 14e | 15e | 16e à 30e | 31e à 40e |
| Classement général | 200 | 150 | 125 | 100 | 85 | 70 | 60 | 50 | 40 | 35  | 30  | 25  | 20  | 15  | 10  | 5         | 3         |

### Classements Coupe de France
L'ordre d'arrivée de l'épreuve détermine le nombre de points attribués pour le classement général individuel de la Coupe de France 2024.
| Position | 1er | 2e | 3e | 4e | 5e | 6e | 7e | 8e | 9e | 10e | 11e | 12e | 13e | 14e | 15e |
| Points   | 50  | 35 | 25 | 20 | 18 | 16 | 14 | 12 | 10 | 8   | 6   | 5   | 3   | 3   | 3   |

Le classement par équipes de la Coupe de France est établi de la manière suivante : on additionne les places des trois premiers coureurs pour définir le score de chaque équipe. Puis les équipes sont classées par score décroissant. L'équipe avec le total le plus faible sera la première et recevra 12 points au classement des équipes, jusqu'à la neuvième équipe qui marquera deux points. Seules les équipes françaises marquent des points.
| Position | 1re | 2e | 3e | 4e | 5e | 6e | 7e | 8e | 9e |
| Points   | 12  | 9  | 8  | 7  | 6  | 5  | 4  | 3  | 2  |

## Liste des participants
| Légende | Légende                                                                    | Légende | Légende                                                    |
| ------- | -------------------------------------------------------------------------- | ------- | ---------------------------------------------------------- |
| Num     | Dossard de départ porté par le coureur sur le Grand Prix de Fourmies       | Pos     | Position à l'arrivée de la course                          |
|         | Indique un maillot de champion national ou mondial, suivi de sa spécialité | NP      | Indique un coureur qui n'a pas pris le départ de la course |
| AB      | Indique un coureur qui n'a pas terminé la course                           | HD      | Indique un coureur qui a terminé la course hors des délais |
| DSQ     | Indique un coureur qui a été disqualifié de la course                      |         |                                                            |

| Alpecin-Deceuninck ADC | Alpecin-Deceuninck ADC    | Alpecin-Deceuninck ADC |
| ---------------------- | ------------------------- | ---------------------- |
| Num                    | Coureur                   | Pos                    |
| 1                      | Ramon Sinkeldam (NED)     | 97e                    |
| 2                      | Robbe Ghys (BEL)          | AB                     |
| 3                      | Jensen Plowright (AUS)    | 6e                     |
| 4                      | Stan Van Tricht (BEL)     | 55e                    |
| 5                      | Marceli Bogusławski (POL) | AB                     |
| 6                      | Simon Dehairs (BEL)       | 108e                   |
| 7                      | Niels Vandeputte (BEL)    | 96e                    |

| Team Jayco AlUla JAY | Team Jayco AlUla JAY   | Team Jayco AlUla JAY |
| -------------------- | ---------------------- | -------------------- |
| Num                  | Coureur                | Pos                  |
| 11                   | Max Walscheid (GER)    | 20e                  |
| 12                   | Luke Durbridge (AUS)   | 123e                 |
| 13                   | Elmar Reinders (NED)   | 32e                  |
| 14                   | Jan Maas (NED)         | 118e                 |
| 16                   | Campbell Stewart (NZL) | 94e                  |

| Arkéa-B&B Hotels ARK | Arkéa-B&B Hotels ARK    | Arkéa-B&B Hotels ARK |
| -------------------- | ----------------------- | -------------------- |
| Num                  | Coureur                 | Pos                  |
| 21                   | Luca Mozzato (ITA)      | 33e                  |
| 22                   | Ewen Costiou (FRA)      | 122e                 |
| 23                   | David Dekker (NED)      | 17e                  |
| 24                   | Pierre Thierry (FRA)    | 70e                  |
| 25                   | Donavan Grondin (FRA)   | 38e                  |
| 26                   | Clément Venturini (FRA) | 121e                 |
| 27                   | Florian Dauphin (FRA)   | 24e                  |

| Intermarché-Wanty IWA | Intermarché-Wanty IWA           | Intermarché-Wanty IWA |
| --------------------- | ------------------------------- | --------------------- |
| Num                   | Coureur                         | Pos                   |
| 31                    | Gerben Thijssen (BEL)           | 2e                    |
| 32                    | Dries De Pooter (BEL)           | 78e                   |
| 33                    | Hugo Page (FRA)                 | 5e                    |
| 34                    | Adrien Petit (FRA)              | 36e                   |
| 35                    | Baptiste Planckaert (BEL)       | 114e                  |
| 36                    | Gijs Van Hoecke (BEL)           | 80e                   |
| 37                    | Roel van Sintmaartensdijk (NED) | 74e                   |

| Decathlon-AG2R La Mondiale DAT | Decathlon-AG2R La Mondiale DAT | Decathlon-AG2R La Mondiale DAT |
| ------------------------------ | ------------------------------ | ------------------------------ |
| Num                            | Coureur                        | Pos                            |
| 41                             | Dries De Bondt (BEL)           | 111e                           |
| 42                             | Stan Dewulf (BEL)              | 86e                            |
| 43                             | Pierre Gautherat (FRA)         | 91e                            |
| 44                             | Jordan Labrosse (FRA)          | 89e                            |
| 45                             | Gianluca Pollefliet (BEL)      | 9e                             |
| 46                             | Daniel Weis (DEN)              | 51e                            |
| 47                             | Oscar Chamberlain (AUS)        | 66e                            |

| Cofidis COF | Cofidis COF            | Cofidis COF |
| ----------- | ---------------------- | ----------- |
| Num         | Coureur                | Pos         |
| 51          | Milan Fretin (BEL)     | 4e          |
| 52          | Piet Allegaert (BEL)   | 47e         |
| 54          | Nolann Mahoudo (FRA)   | 109e        |
| 55          | Christophe Noppe (BEL) | 116e        |
| 56          | Alexis Renard (FRA)    | 30e         |
| 57          | Michiel Coppens (BEL)  | 125e        |

| Groupama-FDJ GFC | Groupama-FDJ GFC       | Groupama-FDJ GFC |
| ---------------- | ---------------------- | ---------------- |
| Num              | Coureur                | Pos              |
| 61               | Marc Sarreau (FRA)     | 71e              |
| 62               | Laurence Pithie (NZL)  | 10e              |
| 63               | Clément Davy (FRA)     | AB               |
| 64               | Olivier Le Gac (FRA)   | 42e              |
| 65               | Eddy Le Huitouze (FRA) | 57e              |
| 66               | Enzo Paleni (FRA)      | 49e              |
| 67               | Brieuc Rolland (FRA)   | 84e              |

| Lotto Dstny LTD | Lotto Dstny LTD             | Lotto Dstny LTD |
| --------------- | --------------------------- | --------------- |
| Num             | Coureur                     | Pos             |
| 71              | Milan Menten (BEL)          | 26e             |
| 72              | Pascal Eenkhoorn (NED)      | 115e            |
| 73              | Lionel Taminiaux (BEL)      | 75e             |
| 74              | Harm Vanhoucke (BEL)        | AB              |
| 75              | Joshua Giddings (GBR)       | 95e             |
| 76              | Henri Vandenabeele (BEL)    | 87e             |
| 77              | Lorenz Van de Wynkele (BEL) | 73e             |

| Uno-X Mobility UXM | Uno-X Mobility UXM         | Uno-X Mobility UXM |
| ------------------ | -------------------------- | ------------------ |
| Num                | Coureur                    | Pos                |
| 81                 | Søren Wærenskjold (NOR)    | 3e                 |
| 82                 | Louis Bendixen (DEN)       | 113e               |
| 83                 | Carl-Frederik Bévort (DEN) | 124e               |
| 84                 | Stian Fredheim (NOR)       | 34e                |
| 85                 | Tord Gudmestad (NOR)       | 22e                |
| 86                 | Marcus Sander Hansen (DEN) | 100e               |
| 87                 | Rasmus Bøgh Wallin (DEN)   | 98e                |

| TotalEnergies TEN | TotalEnergies TEN       | TotalEnergies TEN |
| ----------------- | ----------------------- | ----------------- |
| Num               | Coureur                 | Pos               |
| 91                | Anthony Turgis (FRA)    | 104e              |
| 92                | Lucas Boniface (FRA)    | 105e              |
| 93                | Sandy Dujardin (FRA)    | 50e               |
| 94                | Geoffrey Soupe (FRA)    | 45e               |
| 95                | Jason Tesson (FRA)      | 107e              |
| 96                | Émilien Jeannière (FRA) | 7e                |
| 97                | Lorrenzo Manzin (FRA)   | 69e               |

| Tudor Pro Cycling Team TUD | Tudor Pro Cycling Team TUD     | Tudor Pro Cycling Team TUD |
| -------------------------- | ------------------------------ | -------------------------- |
| Num                        | Coureur                        | Pos                        |
| 101                        | Arvid de Kleijn (NED)          | 1er                        |
| 102                        | Aloïs Charrin (FRA)            | AB                         |
| 103                        | Sebastian Kolze Changizi (DEN) | 103e                       |
| 104                        | Jacob Eriksson (SWE)           | AB                         |
| 106                        | Rick Pluimers (NED)            | 65e                        |
| 107                        | Maikel Zijlaard (NED)          | 25e                        |

| Euskaltel-Euskadi EUS | Euskaltel-Euskadi EUS          | Euskaltel-Euskadi EUS |
| --------------------- | ------------------------------ | --------------------- |
| Num                   | Coureur                        | Pos                   |
| 111                   | Jon Aberasturi (ESP)           | 8e                    |
| 112                   | Andoni López de Abetxuko (ESP) | 60e                   |
| 113                   | Xavier Cañellas (ESP)          | 37e                   |
| 114                   | Iker Bonillo (ESP)             | 62e                   |
| 115                   | Nicolás Alustiza (ESP)         | 119e                  |
| 116                   | Unai Zubeldia (ESP)            | 53e                   |
| 117                   | Iker Mintegi (ESP)             | 81e                   |

| Team Polti Kometa PTK | Team Polti Kometa PTK       | Team Polti Kometa PTK |
| --------------------- | --------------------------- | --------------------- |
| Num                   | Coureur                     | Pos                   |
| 121                   | Giovanni Lonardi (ITA)      | 12e                   |
| 122                   | Mirco Maestri (ITA)         | 40e                   |
| 123                   | David Martín Romero (ESP)   | 14e                   |
| 124                   | Francisco Muñoz Llana (ESP) | 41e                   |
| 125                   | Andrea Pietrobon (ITA)      | 58e                   |
| 126                   | Javier Serrano (ESP)        | 27e                   |
| 127                   | Diego Pablo Sevilla (ESP)   | 59e                   |

| Team Corratec-Vini Fantini COR | Team Corratec-Vini Fantini COR | Team Corratec-Vini Fantini COR |
| ------------------------------ | ------------------------------ | ------------------------------ |
| Num                            | Coureur                        | Pos                            |
| 131                            | Jakub Mareczko (ITA)           | AB                             |
| 132                            | Jan Stöckli (SUI)              | 39e                            |
| 133                            | Giulio Masotto (ITA)           | 117e                           |
| 134                            | Attilio Viviani (ITA)          | 29e                            |
| 135                            | Carlos Samudio (PAN)           | AB                             |
| 136                            | Antoine Debons (SUI)           | 68e                            |
| 137                            | Valentin Darbellay (SUI)       | 52e                            |

| Team Flanders-Baloise TFB | Team Flanders-Baloise TFB | Team Flanders-Baloise TFB |
| ------------------------- | ------------------------- | ------------------------- |
| Num                       | Coureur                   | Pos                       |
| 141                       | Lindsay De Vylder (BEL)   | 19e                       |
| 142                       | Jasper Dejaegher (BEL)    | 110e                      |
| 143                       | Jules Hesters (BEL)       | 13e                       |
| 144                       | Elias Maris (BEL)         | 61e                       |
| 145                       | Aaron Van Poucke (BEL)    | 54e                       |
| 146                       | Noah Vandenbranden (BEL)  | 44e                       |
| 147                       | Dylan Vandenstorme (BEL)  | 35e                       |

| Bingoal WB BWB | Bingoal WB BWB         | Bingoal WB BWB |
| -------------- | ---------------------- | -------------- |
| Num            | Coureur                | Pos            |
| 151            | Thibaut Bernard (BEL)  | 120e           |
| 152            | Louis Blouwe (BEL)     | 67e            |
| 153            | Luca De Meester (BEL)  | 46e            |
| 154            | Davide Persico (ITA)   | 16e            |
| 155            | Jens Reynders (BEL)    | 21e            |
| 156            | Kenneth Van Rooy (BEL) | 11e            |
| 157            | Loïc Vliegen (BEL)     | 79e            |

| CIC U Nantes Atlantique UCN | CIC U Nantes Atlantique UCN | CIC U Nantes Atlantique UCN |
| --------------------------- | --------------------------- | --------------------------- |
| Num                         | Coureur                     | Pos                         |
| 161                         | Enzo Boulet (FRA)           | 31e                         |
| 162                         | Corentin Devroute (FRA)     | 101e                        |
| 163                         | Maël Guégan (FRA)           | 15e                         |
| 164                         | Yaël Joalland (FRA)         | 85e                         |
| 165                         | Jon Rye-Johnsen (NOR)       | 18e                         |
| 166                         | Clément Braz Afonso (FRA)   | 83e                         |
| 167                         | Artus Jaladeau (FRA)        | AB                          |

| Nice Métropole Côte d'Azur NMC | Nice Métropole Côte d'Azur NMC | Nice Métropole Côte d'Azur NMC |
| ------------------------------ | ------------------------------ | ------------------------------ |
| Num                            | Coureur                        | Pos                            |
| 171                            | Melvin Crommelinck (FRA)       | 82e                            |
| 172                            | Noah Knecht (FRA)              | AB                             |
| 173                            | Jean-Louis Le Ny (FRA)         | 106e                           |
| 174                            | Axel Narbonne-Zuccarelli (FRA) | 63e                            |
| 175                            | Damien Girard (FRA)            | 72e                            |
| 176                            | Andrea Mifsud                  | 92e                            |
| 177                            | Jonathan Couanon (FRA)         | 43e                            |

| Saint Michel-Mavic-Auber 93 AUB | Saint Michel-Mavic-Auber 93 AUB | Saint Michel-Mavic-Auber 93 AUB |
| ------------------------------- | ------------------------------- | ------------------------------- |
| Num                             | Coureur                         | Pos                             |
| 181                             | Alexandre Delettre (FRA)        | 56e                             |
| 182                             | Dillon Corkery (IRL)            |                                 |
| 183                             | Joris Delbove (FRA)             | 102e                            |
| 184                             | Jérémy Lecroq (FRA)             | 112e                            |
| 186                             | Théo Delacroix (FRA)            | 93e                             |
| 187                             | Romain Cardis (FRA)             | 48e                             |

| Van Rysel-Roubaix VRR | Van Rysel-Roubaix VRR     | Van Rysel-Roubaix VRR |
| --------------------- | ------------------------- | --------------------- |
| Num                   | Coureur                   | Pos                   |
| 191                   | Rait Ärm (EST)            | 28e                   |
| 192                   | Célestin Guillon (FRA)    | 88e                   |
| 193                   | Maxime Jarnet (FRA)       | 90e                   |
| 194                   | Maximilien Juillard (FRA) | 76e                   |
| 195                   | Jérémy Leveau (FRA)       | 99e                   |
| 196                   | Kenny Molly (BEL)         | 77e                   |
| 197                   | Valentin Tabellion (FRA)  | 64e                   |

| Alpecin-Deceuninck ADC | Alpecin-Deceuninck ADC    | Alpecin-Deceuninck ADC |
| ---------------------- | ------------------------- | ---------------------- |
| Num                    | Coureur                   | Pos                    |
| 1                      | Ramon Sinkeldam (NED)     | 97e                    |
| 2                      | Robbe Ghys (BEL)          | AB                     |
| 3                      | Jensen Plowright (AUS)    | 6e                     |
| 4                      | Stan Van Tricht (BEL)     | 55e                    |
| 5                      | Marceli Bogusławski (POL) | AB                     |
| 6                      | Simon Dehairs (BEL)       | 108e                   |
| 7                      | Niels Vandeputte (BEL)    | 96e                    |

| Team Jayco AlUla JAY | Team Jayco AlUla JAY   | Team Jayco AlUla JAY |
| -------------------- | ---------------------- | -------------------- |
| Num                  | Coureur                | Pos                  |
| 11                   | Max Walscheid (GER)    | 20e                  |
| 12                   | Luke Durbridge (AUS)   | 123e                 |
| 13                   | Elmar Reinders (NED)   | 32e                  |
| 14                   | Jan Maas (NED)         | 118e                 |
| 16                   | Campbell Stewart (NZL) | 94e                  |

| Arkéa-B&B Hotels ARK | Arkéa-B&B Hotels ARK    | Arkéa-B&B Hotels ARK |
| -------------------- | ----------------------- | -------------------- |
| Num                  | Coureur                 | Pos                  |
| 21                   | Luca Mozzato (ITA)      | 33e                  |
| 22                   | Ewen Costiou (FRA)      | 122e                 |
| 23                   | David Dekker (NED)      | 17e                  |
| 24                   | Pierre Thierry (FRA)    | 70e                  |
| 25                   | Donavan Grondin (FRA)   | 38e                  |
| 26                   | Clément Venturini (FRA) | 121e                 |
| 27                   | Florian Dauphin (FRA)   | 24e                  |

| Intermarché-Wanty IWA | Intermarché-Wanty IWA           | Intermarché-Wanty IWA |
| --------------------- | ------------------------------- | --------------------- |
| Num                   | Coureur                         | Pos                   |
| 31                    | Gerben Thijssen (BEL)           | 2e                    |
| 32                    | Dries De Pooter (BEL)           | 78e                   |
| 33                    | Hugo Page (FRA)                 | 5e                    |
| 34                    | Adrien Petit (FRA)              | 36e                   |
| 35                    | Baptiste Planckaert (BEL)       | 114e                  |
| 36                    | Gijs Van Hoecke (BEL)           | 80e                   |
| 37                    | Roel van Sintmaartensdijk (NED) | 74e                   |

| Decathlon-AG2R La Mondiale DAT | Decathlon-AG2R La Mondiale DAT | Decathlon-AG2R La Mondiale DAT |
| ------------------------------ | ------------------------------ | ------------------------------ |
| Num                            | Coureur                        | Pos                            |
| 41                             | Dries De Bondt (BEL)           | 111e                           |
| 42                             | Stan Dewulf (BEL)              | 86e                            |
| 43                             | Pierre Gautherat (FRA)         | 91e                            |
| 44                             | Jordan Labrosse (FRA)          | 89e                            |
| 45                             | Gianluca Pollefliet (BEL)      | 9e                             |
| 46                             | Daniel Weis (DEN)              | 51e                            |
| 47                             | Oscar Chamberlain (AUS)        | 66e                            |

| Cofidis COF | Cofidis COF            | Cofidis COF |
| ----------- | ---------------------- | ----------- |
| Num         | Coureur                | Pos         |
| 51          | Milan Fretin (BEL)     | 4e          |
| 52          | Piet Allegaert (BEL)   | 47e         |
| 54          | Nolann Mahoudo (FRA)   | 109e        |
| 55          | Christophe Noppe (BEL) | 116e        |
| 56          | Alexis Renard (FRA)    | 30e         |
| 57          | Michiel Coppens (BEL)  | 125e        |

| Groupama-FDJ GFC | Groupama-FDJ GFC       | Groupama-FDJ GFC |
| ---------------- | ---------------------- | ---------------- |
| Num              | Coureur                | Pos              |
| 61               | Marc Sarreau (FRA)     | 71e              |
| 62               | Laurence Pithie (NZL)  | 10e              |
| 63               | Clément Davy (FRA)     | AB               |
| 64               | Olivier Le Gac (FRA)   | 42e              |
| 65               | Eddy Le Huitouze (FRA) | 57e              |
| 66               | Enzo Paleni (FRA)      | 49e              |
| 67               | Brieuc Rolland (FRA)   | 84e              |

| Lotto Dstny LTD | Lotto Dstny LTD             | Lotto Dstny LTD |
| --------------- | --------------------------- | --------------- |
| Num             | Coureur                     | Pos             |
| 71              | Milan Menten (BEL)          | 26e             |
| 72              | Pascal Eenkhoorn (NED)      | 115e            |
| 73              | Lionel Taminiaux (BEL)      | 75e             |
| 74              | Harm Vanhoucke (BEL)        | AB              |
| 75              | Joshua Giddings (GBR)       | 95e             |
| 76              | Henri Vandenabeele (BEL)    | 87e             |
| 77              | Lorenz Van de Wynkele (BEL) | 73e             |

| Uno-X Mobility UXM | Uno-X Mobility UXM         | Uno-X Mobility UXM |
| ------------------ | -------------------------- | ------------------ |
| Num                | Coureur                    | Pos                |
| 81                 | Søren Wærenskjold (NOR)    | 3e                 |
| 82                 | Louis Bendixen (DEN)       | 113e               |
| 83                 | Carl-Frederik Bévort (DEN) | 124e               |
| 84                 | Stian Fredheim (NOR)       | 34e                |
| 85                 | Tord Gudmestad (NOR)       | 22e                |
| 86                 | Marcus Sander Hansen (DEN) | 100e               |
| 87                 | Rasmus Bøgh Wallin (DEN)   | 98e                |

| TotalEnergies TEN | TotalEnergies TEN       | TotalEnergies TEN |
| ----------------- | ----------------------- | ----------------- |
| Num               | Coureur                 | Pos               |
| 91                | Anthony Turgis (FRA)    | 104e              |
| 92                | Lucas Boniface (FRA)    | 105e              |
| 93                | Sandy Dujardin (FRA)    | 50e               |
| 94                | Geoffrey Soupe (FRA)    | 45e               |
| 95                | Jason Tesson (FRA)      | 107e              |
| 96                | Émilien Jeannière (FRA) | 7e                |
| 97                | Lorrenzo Manzin (FRA)   | 69e               |

| Tudor Pro Cycling Team TUD | Tudor Pro Cycling Team TUD     | Tudor Pro Cycling Team TUD |
| -------------------------- | ------------------------------ | -------------------------- |
| Num                        | Coureur                        | Pos                        |
| 101                        | Arvid de Kleijn (NED)          | 1er                        |
| 102                        | Aloïs Charrin (FRA)            | AB                         |
| 103                        | Sebastian Kolze Changizi (DEN) | 103e                       |
| 104                        | Jacob Eriksson (SWE)           | AB                         |
| 106                        | Rick Pluimers (NED)            | 65e                        |
| 107                        | Maikel Zijlaard (NED)          | 25e                        |

| Euskaltel-Euskadi EUS | Euskaltel-Euskadi EUS          | Euskaltel-Euskadi EUS |
| --------------------- | ------------------------------ | --------------------- |
| Num                   | Coureur                        | Pos                   |
| 111                   | Jon Aberasturi (ESP)           | 8e                    |
| 112                   | Andoni López de Abetxuko (ESP) | 60e                   |
| 113                   | Xavier Cañellas (ESP)          | 37e                   |
| 114                   | Iker Bonillo (ESP)             | 62e                   |
| 115                   | Nicolás Alustiza (ESP)         | 119e                  |
| 116                   | Unai Zubeldia (ESP)            | 53e                   |
| 117                   | Iker Mintegi (ESP)             | 81e                   |

| Team Polti Kometa PTK | Team Polti Kometa PTK       | Team Polti Kometa PTK |
| --------------------- | --------------------------- | --------------------- |
| Num                   | Coureur                     | Pos                   |
| 121                   | Giovanni Lonardi (ITA)      | 12e                   |
| 122                   | Mirco Maestri (ITA)         | 40e                   |
| 123                   | David Martín Romero (ESP)   | 14e                   |
| 124                   | Francisco Muñoz Llana (ESP) | 41e                   |
| 125                   | Andrea Pietrobon (ITA)      | 58e                   |
| 126                   | Javier Serrano (ESP)        | 27e                   |
| 127                   | Diego Pablo Sevilla (ESP)   | 59e                   |

| Team Corratec-Vini Fantini COR | Team Corratec-Vini Fantini COR | Team Corratec-Vini Fantini COR |
| ------------------------------ | ------------------------------ | ------------------------------ |
| Num                            | Coureur                        | Pos                            |
| 131                            | Jakub Mareczko (ITA)           | AB                             |
| 132                            | Jan Stöckli (SUI)              | 39e                            |
| 133                            | Giulio Masotto (ITA)           | 117e                           |
| 134                            | Attilio Viviani (ITA)          | 29e                            |
| 135                            | Carlos Samudio (PAN)           | AB                             |
| 136                            | Antoine Debons (SUI)           | 68e                            |
| 137                            | Valentin Darbellay (SUI)       | 52e                            |

| Team Flanders-Baloise TFB | Team Flanders-Baloise TFB | Team Flanders-Baloise TFB |
| ------------------------- | ------------------------- | ------------------------- |
| Num                       | Coureur                   | Pos                       |
| 141                       | Lindsay De Vylder (BEL)   | 19e                       |
| 142                       | Jasper Dejaegher (BEL)    | 110e                      |
| 143                       | Jules Hesters (BEL)       | 13e                       |
| 144                       | Elias Maris (BEL)         | 61e                       |
| 145                       | Aaron Van Poucke (BEL)    | 54e                       |
| 146                       | Noah Vandenbranden (BEL)  | 44e                       |
| 147                       | Dylan Vandenstorme (BEL)  | 35e                       |

| Bingoal WB BWB | Bingoal WB BWB         | Bingoal WB BWB |
| -------------- | ---------------------- | -------------- |
| Num            | Coureur                | Pos            |
| 151            | Thibaut Bernard (BEL)  | 120e           |
| 152            | Louis Blouwe (BEL)     | 67e            |
| 153            | Luca De Meester (BEL)  | 46e            |
| 154            | Davide Persico (ITA)   | 16e            |
| 155            | Jens Reynders (BEL)    | 21e            |
| 156            | Kenneth Van Rooy (BEL) | 11e            |
| 157            | Loïc Vliegen (BEL)     | 79e            |

| CIC U Nantes Atlantique UCN | CIC U Nantes Atlantique UCN | CIC U Nantes Atlantique UCN |
| --------------------------- | --------------------------- | --------------------------- |
| Num                         | Coureur                     | Pos                         |
| 161                         | Enzo Boulet (FRA)           | 31e                         |
| 162                         | Corentin Devroute (FRA)     | 101e                        |
| 163                         | Maël Guégan (FRA)           | 15e                         |
| 164                         | Yaël Joalland (FRA)         | 85e                         |
| 165                         | Jon Rye-Johnsen (NOR)       | 18e                         |
| 166                         | Clément Braz Afonso (FRA)   | 83e                         |
| 167                         | Artus Jaladeau (FRA)        | AB                          |

| Nice Métropole Côte d'Azur NMC | Nice Métropole Côte d'Azur NMC | Nice Métropole Côte d'Azur NMC |
| ------------------------------ | ------------------------------ | ------------------------------ |
| Num                            | Coureur                        | Pos                            |
| 171                            | Melvin Crommelinck (FRA)       | 82e                            |
| 172                            | Noah Knecht (FRA)              | AB                             |
| 173                            | Jean-Louis Le Ny (FRA)         | 106e                           |
| 174                            | Axel Narbonne-Zuccarelli (FRA) | 63e                            |
| 175                            | Damien Girard (FRA)            | 72e                            |
| 176                            | Andrea Mifsud                  | 92e                            |
| 177                            | Jonathan Couanon (FRA)         | 43e                            |

| Saint Michel-Mavic-Auber 93 AUB | Saint Michel-Mavic-Auber 93 AUB | Saint Michel-Mavic-Auber 93 AUB |
| ------------------------------- | ------------------------------- | ------------------------------- |
| Num                             | Coureur                         | Pos                             |
| 181                             | Alexandre Delettre (FRA)        | 56e                             |
| 182                             | Dillon Corkery (IRL)            |                                 |
| 183                             | Joris Delbove (FRA)             | 102e                            |
| 184                             | Jérémy Lecroq (FRA)             | 112e                            |
| 186                             | Théo Delacroix (FRA)            | 93e                             |
| 187                             | Romain Cardis (FRA)             | 48e                             |

| Van Rysel-Roubaix VRR | Van Rysel-Roubaix VRR     | Van Rysel-Roubaix VRR |
| --------------------- | ------------------------- | --------------------- |
| Num                   | Coureur                   | Pos                   |
| 191                   | Rait Ärm (EST)            | 28e                   |
| 192                   | Célestin Guillon (FRA)    | 88e                   |
| 193                   | Maxime Jarnet (FRA)       | 90e                   |
| 194                   | Maximilien Juillard (FRA) | 76e                   |
| 195                   | Jérémy Leveau (FRA)       | 99e                   |
| 196                   | Kenny Molly (BEL)         | 77e                   |
| 197                   | Valentin Tabellion (FRA)  | 64e                   |